# Jordan Avissey
Francky Jordan Essenam Avissey-Tengue (Orléans, ...) è un giocatore di football americano francese che gioca come defensive lineman per i Paris Musketeers.

## Palmarès
- 1 Europeo (2018)